# Svartsjöviken

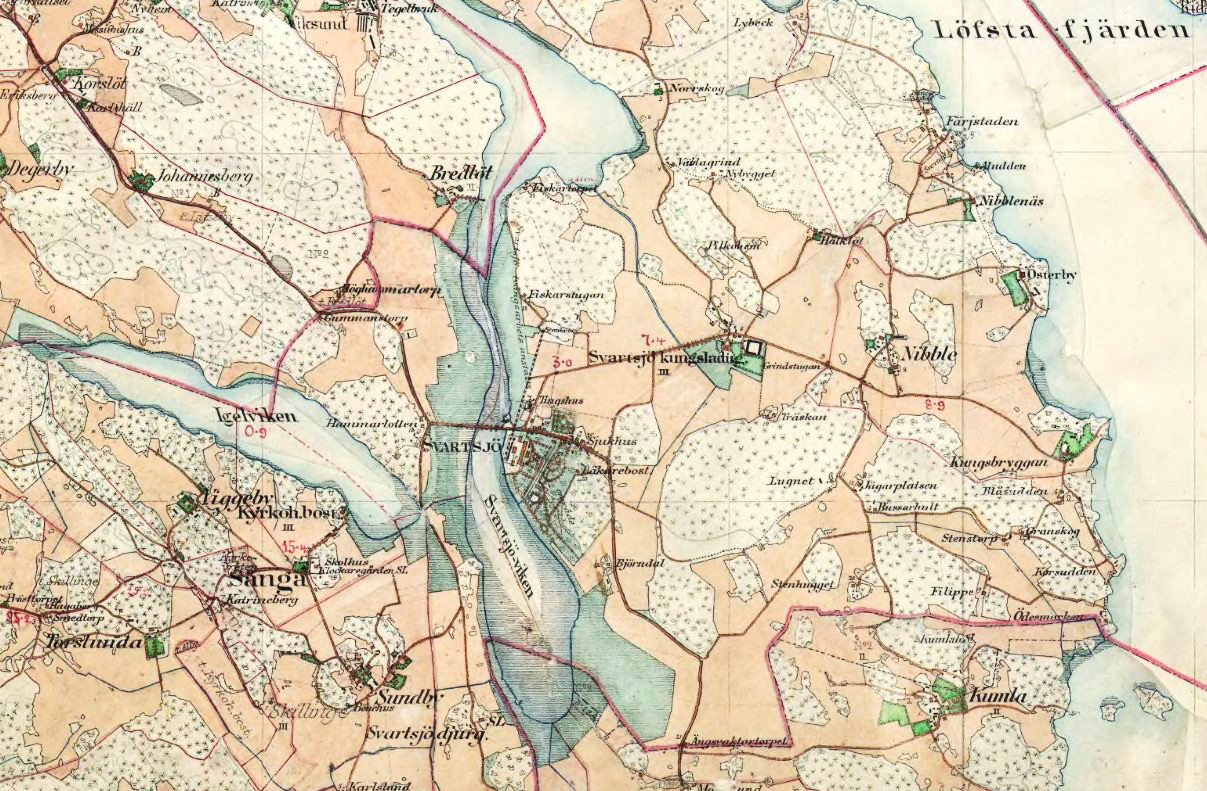
Svartsjöviken och omgivning på Häradsekonomiska kartan 1901.

Svartsjöviken är en smal och grund vik av Mälaren på Färingsö i Ekerö kommun. Vid nordöstra sidan av viken ligger Svartsjö slott och slottspark. Mellan åren 2001 och 2008 genomfördes en omfattande restaurering av vikens strandängar. Svartsjöviken har mycket höga naturvärden och är en viktig plats för många rastande och häckande fåglar. Runt viken leder en cirka 6 kilometer lång vandringsled med fågeltorn och utsiktsplatser.

## Geografi
Svartsjöviken har idag en längd av cirka 1,3 kilometer och en största bredd av maximalt cirka 250 meter (exklusive sankmark). I norr ansluter ett smalt sund som övergår i Hilleshögviken som i sin tur hänger ihop med Mälarens Väntholmsviken respektive Lövstafjärden.

## Historik

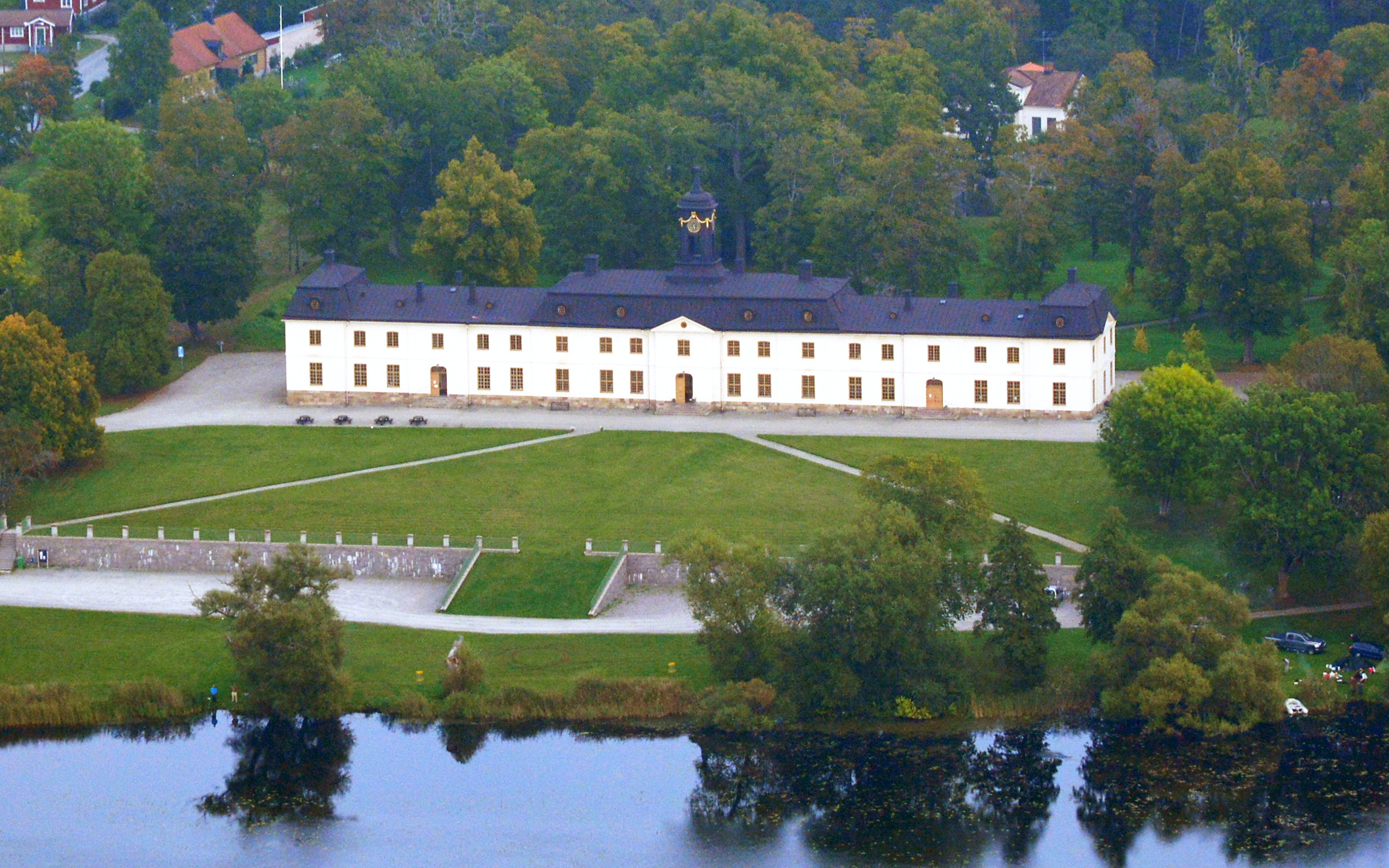
Svartsjöviken med Svartsjö slott, 2014.

Viken är en rest av en större vik av Mälaren som genom landhöjningen blev allt grundare och började växa igen. Vid vikens nordöstra sida anlades ett stenhus redan på medeltiden. På 1580-talet lät Erik XIV och Johan III bygga ett renässansslott med en rund inre borggård och trädgård. Borgen eldhärjades 1687.
Nuvarande Svartsjö slott började byggas på 1730-talet. På 1780-talet bestod anläggningen av en stor huvudbyggnad flankerad av fristående flyglar som sträckte sig ner mot Svartsjöviken. Här fanns en brygga och vikens vatten matade barockparkens spegeldamm och den tidigare vallgraven.

## Restaurering av viken
För att bevara Svartsjövikens natur- och rekreationsvärden började år 2001 ett restaureringsprojekt i samverkan mellan Ekerö kommun, Statens fastighetsverk, Stockholms kommun och privata markägare samt Svartsjö kriminalvårdsanstalt, lantbrukare, Svartsjö Byalag, Mälaröarnas Naturskyddsförening och Mälaröarnas Ornitologiska Förening. Projektet avslutades år 2008 och ingick i ett större LIP-program (lokalt investeringsprogram) som främst syftade till att förbättra vattenkvaliteten och gynna fågel- och växtlivet vid Svartsjöviken. Bland annat har cirka 35 hektar strandängar klippts och gjorts tillgänglig för betande nötkreatur. Restaureringarna bekostades av markägarna Statens fastighetsverk och Stockholms kommun samt med statliga bidrag från den lokala naturvårdssatsningen. Projektet blev ett av 100 "Goda exempel" på samhällets lyckade miljöinsatser som belönades av Naturvårdsverket.

## Bilder

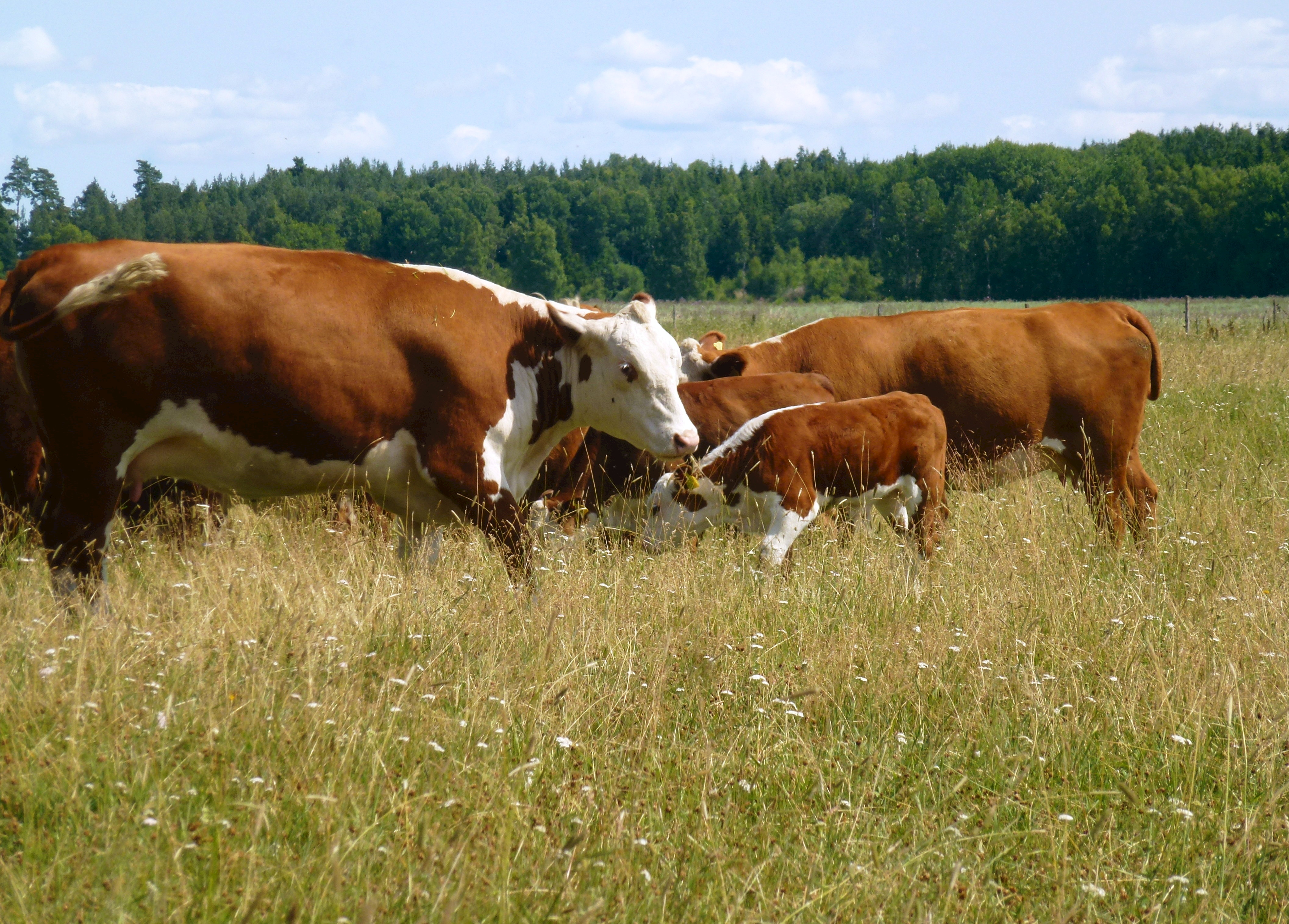
Bete på Svartsjövikens strandängar
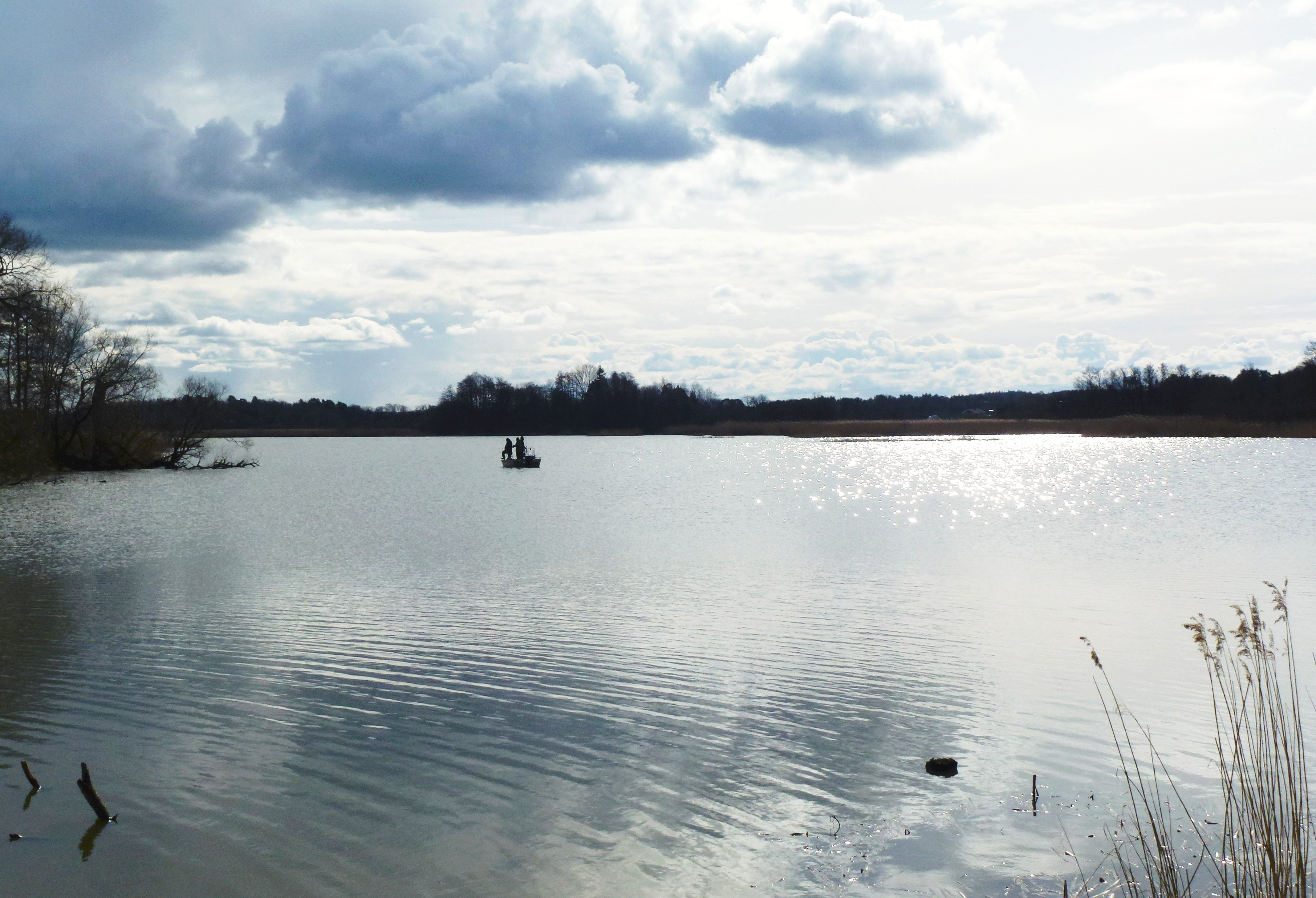
Svartsjöviken, vy från Svartsjövägen mot syd
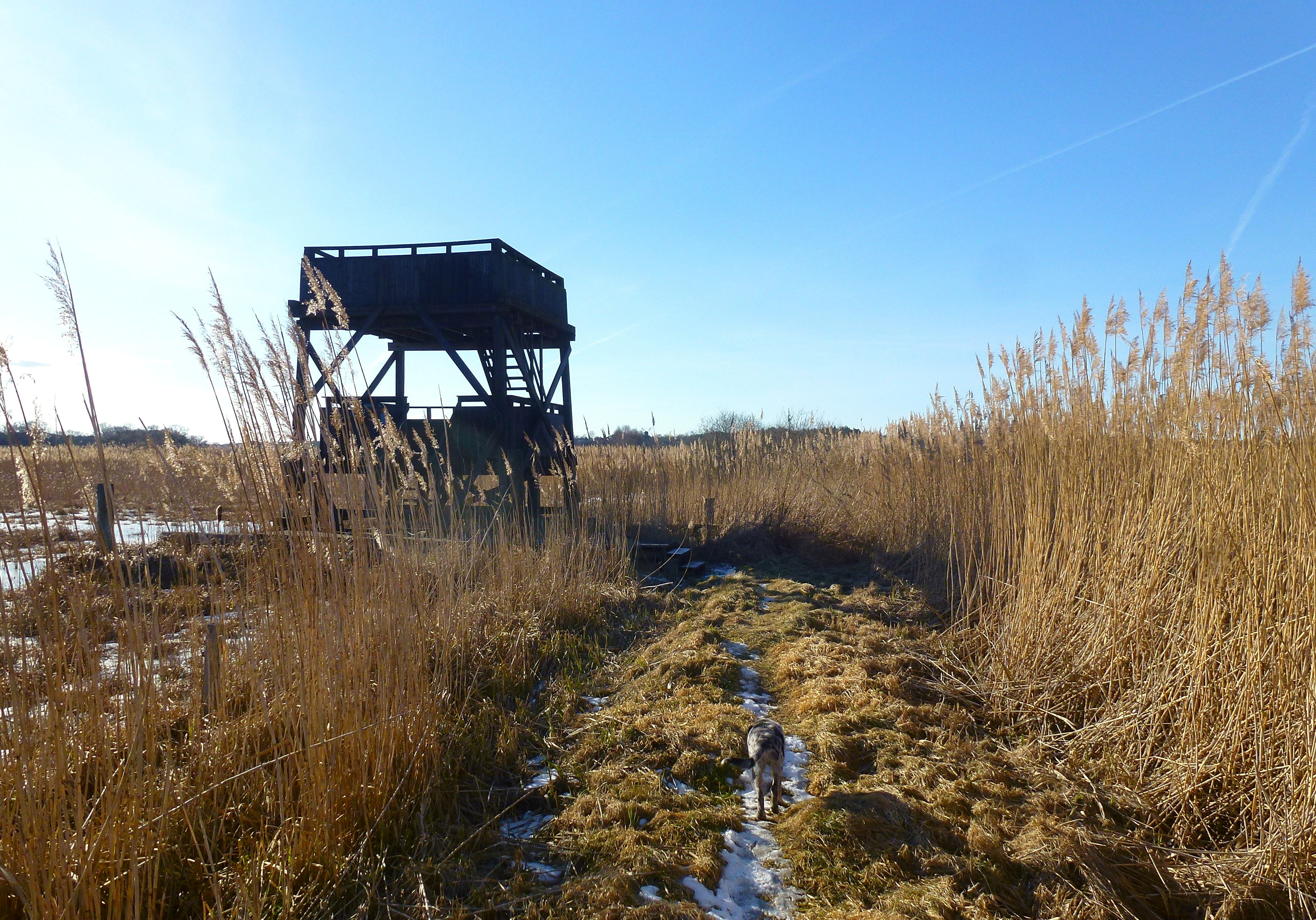
Svartsjövikens fågeltorn
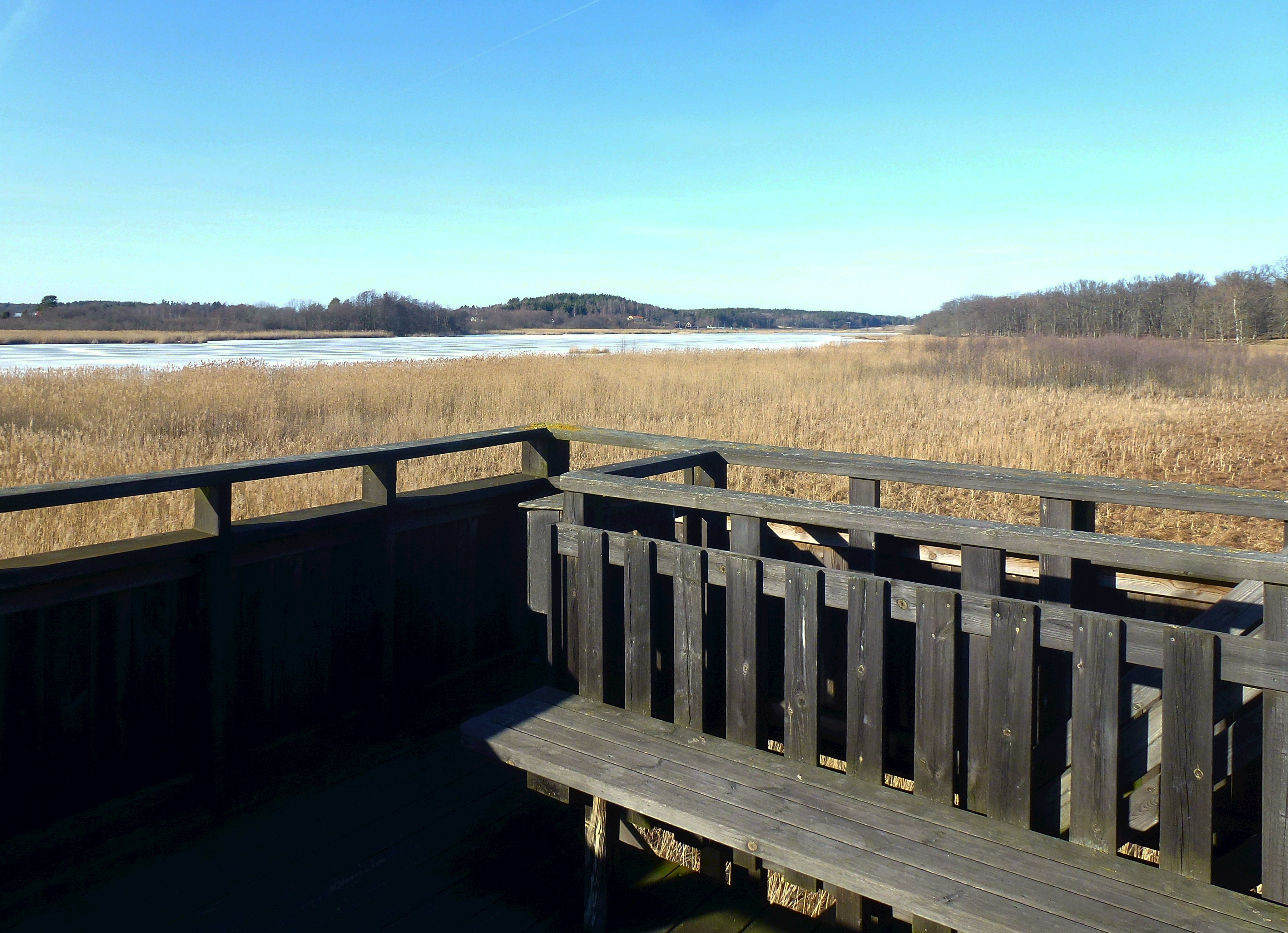
Utsikten från fågeltornet
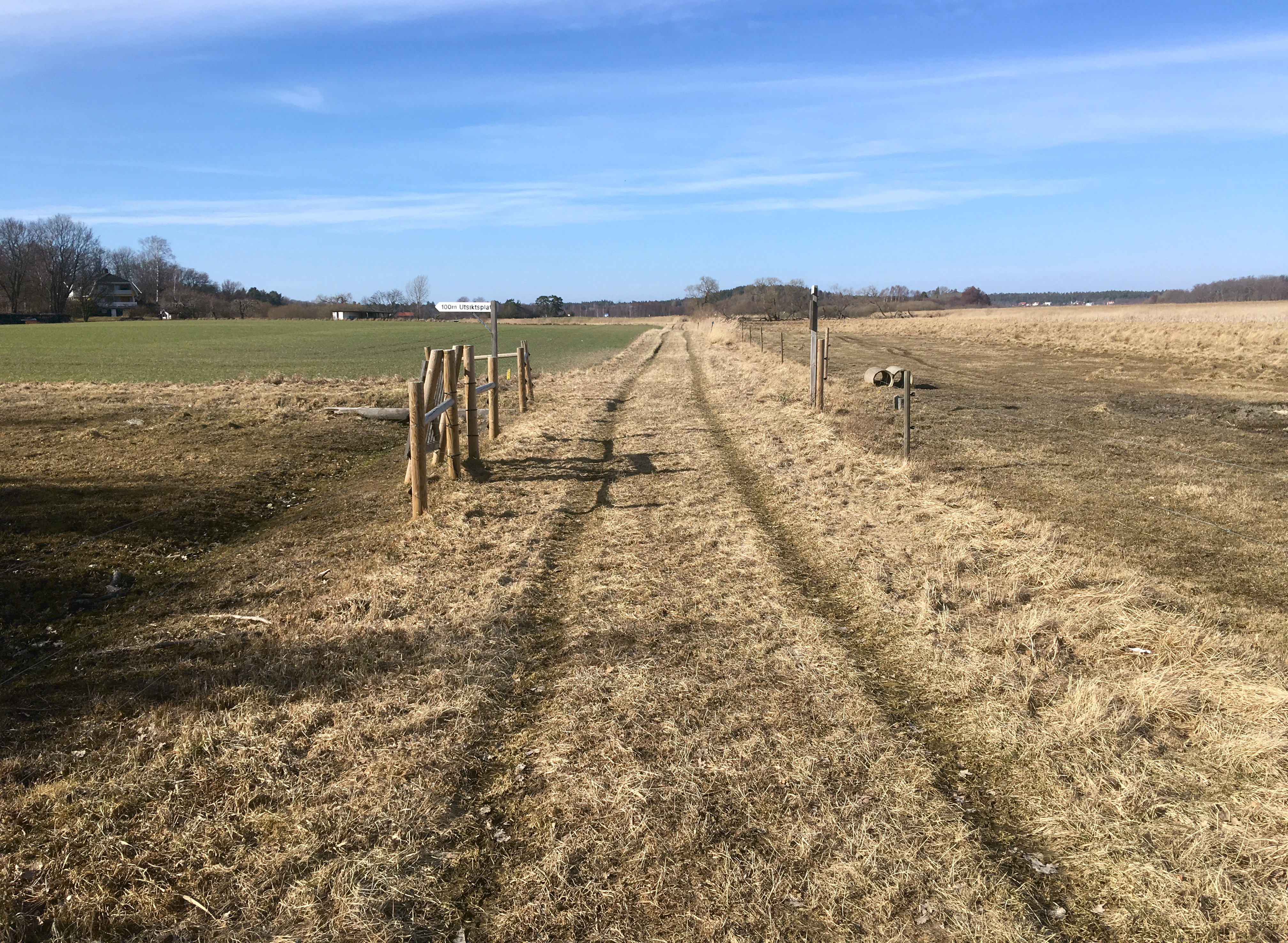
Vandringsled längs Svartsjövikens västra sida